# پاتریسیو گوسمان
پاتریسیو گوسمان لوزانس (انگلیسی: Patricio Guzmán Lozanes؛ زادهٔ ۱۱ اوت ۱۹۴۱) فیلم‌نامه‌نویس، هنرپیشه، کارگردان فیلم و نقاش اهل شیلی است.
وی از دهه ۱۹۶۰ میلادی کار مستندسازی جدی را آغاز نمود و با سالوادر آلنده (۲۰۰۴ میلادی) به شهرت رسید و سپس در سال ۲۰۱۰ میلادی مستند تحسین شدهٔ دلتنگی برای نور را ساخت.
فیلم دکمه صدفی وی، برای بخش رقابتی اصلی شصت و پنجمین جشنواره بین‌المللی فیلم برلین انتخاب و در نهایت موفق به کسب جایزهٔ خرس نقره‌ای برای بهترین فیلم‌نامه این دوره از جشنواره شد.

## گزیده فیلم‌شناسی
- سالوادر آلنده (۲۰۰۴)
- دلتنگی برای نور (۲۰۱۰)
- دکمه صدفی (۲۰۱۵)
- رشته‌کوه رویاها (۲۰۱۹)
- کشور خیالی من (۲۰۲۲)